# Чолпон-Ата (Джалал-Абадская область)
Чолпон-Ата (кирг. Чолпон-Ата) — село в Токтогульском районе Джалал-Абадской области Кыргызстана. Административный центр Чолпон-Атинского айылного аймака.

## География
Село расположено в северной части области, на левом берегу реки Узун-Ахмат, на расстоянии приблизительно 26 километров (по прямой) к западо-северо-западу от города Токтогула, административного центра района. Абсолютная высота — 1009 метров над уровнем моря.

## Население
Согласно оценочным данным Национального статистического комитета Кыргызской Республики, численность населения села на начало 2023 года составляла 1552 человека.
| год     | 2009 | 2014 | 2015 | 2020 | 2021 | 2023 |
| ------- | ---- | ---- | ---- | ---- | ---- | ---- |
| человек | 1101 | 1419 | 1334 | 1470 | 1508 | 1552 |